# Benzamil
Benzamil hoặc benzyl amiloride là một chất ức chế mạnh của kênh ENaC  và cũng là một chất chặn trao đổi natri-calci. Nó là một chất tương tự mạnh của amiloride, và được bán trên thị trường dưới dạng muối hydroclorua (benzamil hydrochloride). Là amiloride, benzamil đã được nghiên cứu như là một điều trị có thể cho bệnh xơ nang, mặc dù với kết quả đáng thất vọng.

## Kết cấu
Benzamil là một chất tương tự có chứa nhóm benzyl của amiloride. Giống như amiloride, nó là một dẫn xuất pyrazine chứa guanidinium.

## Cơ chế hoạt động

Amiloride.

Benzamil liên quan chặt chẽ với amiloride. Bằng cách thêm nhóm benzyl vào nitơ của nhóm guanidinium, hoạt động được tăng lên hàng trăm lần.
Amiloride hoạt động bằng cách chặn trực tiếp kênh natri biểu mô (ENaC) do đó ức chế tái hấp thu natri ở ống lượn xa và thu thập ống dẫn ở thận (cơ chế này giống với triamterene). Điều này thúc đẩy sự mất natri và nước từ cơ thể, nhưng không làm cạn kiệt kali.